# Lazaros Christodoulopoulos
Lazaros Christodoulopoulos (Salónica, 19 de diciembre de 1986) es un exfutbolista griego que jugaba de centrocampista.

## Biografía
Lazaros Christodoulopoulos es un futbolista que normalmente juega de centrocampista, aunque a veces actúa de delantero.
Empezó su carrera futbolística en las categorías inferiores de un equipo de su ciudad natal, el PAOK de Salónica F. C. En 2004 pasó a formar parte de la primera plantilla del club.
El 20 de junio de 2008 firmó un contrato con el Panathinaikos, equipo que tuvo que realizar un desembolso económico de 2,2 millones de euros para poder ficharlo.

## Selección nacional
Fue internacional con la selección de fútbol de Grecia en 35 ocasiones. Fue convocado por primera vez el 1 de febrero de 2008, aunque no debutó hasta el día 5 de ese mismo mes contra la República Checa.
El 19 de mayo de 2014 el entrenador de la selección griega Fernando Santos lo incluyó en la lista final de 23 jugadores que representarán a Grecia en la Copa Mundial de Fútbol de 2014 en Brasil.

### Participaciones en Copas del Mundo
| Mundial                        | Sede   | Resultado        |
| ------------------------------ | ------ | ---------------- |
| Copa Mundial de Fútbol de 2014 | Brasil | Octavos de final |

## Clubes
| Club                   | País   | Año       |
| ---------------------- | ------ | --------- |
| PAOK de Salónica F. C. | Grecia | 2004-2008 |
| P. A. E. Panathinaikos | Grecia | 2008-2013 |
| Bologna F. C. 1909     | Italia | 2013-2014 |
| Hellas Verona F. C.    | Italia | 2014-2015 |
| U. C. Sampdoria        | Italia | 2015-2016 |
| AEK Atenas F. C.       | Grecia | 2016-2018 |
| Olympiacos de El Pireo | Grecia | 2018-2020 |
| Atromitos de Atenas    | Grecia | 2020-2021 |
| Anorthosis Famagusta   | Chipre | 2021-2023 |
| Aris Salónica F. C.    | Grecia | 2023-2024 |
| Iraklis de Tesalónica  | Grecia | 2024-2025 |

## Palmarés

### Campeonatos nacionales
| Título              | Club                   | País   | Año  |
| ------------------- | ---------------------- | ------ | ---- |
| Superliga de Grecia | P. A. E. Panathinaikos | Grecia | 2010 |
| Copa de Grecia      | P. A. E. Panathinaikos | Grecia | 2010 |
| Superliga de Grecia | AEK Atenas F. C.       | Grecia | 2018 |
| Superliga de Grecia | Olympiacos de El Pireo | Grecia | 2020 |
| Copa de Grecia      | Olympiacos de El Pireo | Grecia | 2020 |